# 대한항공 480편 기내 난동 사건
대한항공 480편 기내 난동 사건(大韓航空480便機內亂動事件)은 2016년 12월 20일 베트남 하노이 노이바이 국제공항을 이륙해 인천국제공항으로 향하던 대한항공 여객기 내에서 두정물산의 사장의 아들인 임범준이 난동을 부린 사건이다

## 사건당시
비행기 탑승전부터 술에 취해있는 임범준이 그의 자리 바로 옆에 있는 50대 남성에게 계속해서 말을 걸었지만 50대 남성은 계속해서 응답하지 않았다. 그래서 그는 그의 안면을 때리면서 "이 형 센스없네"라고 소리를 질렀다. 그리고 난동이 시작되었다.
이를 승무원이 테이저건을 사용하여 제지하려고 했으나 준비가 부실하여 장전되어있지 않았다. 미국의 팝가수 리처드 막스 또한 그를 제지하는 것도 역시 도움을 주었다. 당시 리처드 막스는 베트남에서 공연하고 돌아오는 중이었다.
승무원이 리처드막스는 난동범을 좌석에 앉히는데 성공하였고 그를 줄로 몸을 묶었다. 하지만 난동은 아직도 끝나지 않았다. 난동범은 승무원에게 침을 뱉으면서 욕설을 퍼부었다.

## 처벌
- 임범준은 대한항공 탑승 거부 조치를 받았다.[2]
- 임범준은 12월 29일에 결국 구속되었다.
- 1월 4일 기소의견으로 검찰에 송치되었다. 국과수 마약검사결과는 음성반응이다.
- 1월 24일 재판이 이뤄져야 했으나 피의자 임범준의 변호인단이 재판 준비에 시간이 더 필요하다는 이유로 연기했다.[3]
- 4월 21일 집행유예 2년, 벌금 500만원, 200시간의 사회봉사 활동을 선고 받았으며, 검찰은 이에 항소했고 임범준 또한 항소했다.